# Długołęka (województwo zachodniopomorskie)
Długołęka – wieś sołecka w Polsce, położona w województwie zachodniopomorskim, w powiecie goleniowskim, w gminie Nowogard.
| SIMC    | Nazwa       | Rodzaj     |
| ------- | ----------- | ---------- |
| 0779880 | Radłowo     | przysiółek |
| 0779897 | Starogoszcz | kolonia    |

W latach 1945–54 istniała gmina Długołęka. W latach 1975–1998 miejscowość administracyjnie należała do województwa szczecińskiego.
We wsi znajduje się kościół pw. św. Anny z przełomu XV/XVI w. z drewnianą, XIX w. wieżą

## Zabytki
- zespół dworski, pocz. XX, nr rej.: A-1256 z 12.12.1980 i z 20.05.1990:-
  - dwór, ok. 1910
  - park